# Mellicta flavescens
Mellicta flavescens är en fjärilsart som beskrevs av Matsumura 1929. Mellicta flavescens ingår i släktet Mellicta och familjen praktfjärilar. Inga underarter finns listade i Catalogue of Life.